# Antonia Gentry
Antonia Bonea Gentry (Atlanta, 25 settembre 1997) è un'attrice statunitense.

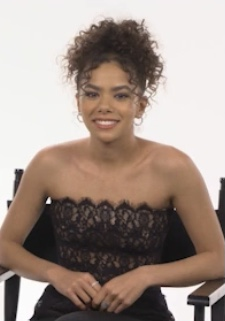
Antonia Gentry in un'intervista su Ginny & Georgia (2022)

È divenuta celebre grazie al ruolo della protagonista Ginny nella serie TV Netflix Ginny & Georgia del 2021, grazie alla quale ha ricevuto una candidatura come "performance rivelazione" agli MTV Movie & TV Awards 2021.

## Biografia

### Primi anni e formazione
Antonia Gentry è nata ad Atlanta, Georgia. Sua madre è originaria della Giamaica, mentre suo padre è statunitense. Fin da quando aveva cinque anni desiderava diventare attrice.
Ha studiato teatro alla John S. Davidson Fine Arts Magnet School di Augusta, in Georgia. Ha poi frequentato la Emory University, dove ha seguito corsi di recitazione. Alla Emory faceva parte della compagnia di improvvisazione comica dell’ateneo, la Rathskellar Comedy Improv Group. Prima di laurearsi nel 2019, conciliava i ruoli da attrice con gli studi a tempo pieno e un lavoro part-time.

### Carriera
Gentry ha recitato in diversi ruoli minori, fra cui due cortometraggi nel 2015. Nel 2018 ha interpretato Jasmine nella commedia romantica Candy Jar e ha partecipato a un episodio della serie sui supereroi Raising Dion.
Si è laureata la stessa settimana in cui ha sostenuto il provino per Ginny & Georgia: ottenuto il ruolo, nel 2021 la serie è uscita su Netflix. Gentry ricopre inoltre un ruolo da protagonista nella commedia di formazione Prom Dates (2024).

### Vita privata
Durante l’ultimo anno di college ha adottato un gatto, Buttersworth. Dopo la laurea si è trasferita a Williamsburg, Brooklyn, a New York City.

## Filmografia

### Cinema
- PSA Dont Text and Drive Pay Attention, regia di Justin Wheelon - cortometraggio (2014)
- Lone Wolf Mason, regia di Logan McElroy - cortometraggio (2015)
- Driver's Ed: Tales from the Street, regia di Barbara Zagrodnik (2015)
- Dolci scelte (Candy Jar), regia di Ben Shelton (2018)
- Time Cut, regia di Hannah Macpherson (2024)

### Televisione
- Dion – serie TV, 4 episodi (2019)
- Stranger Things – serie TV, 1 episodio (2019)
- Ginny & Georgia – serie TV, 30 episodi (2021-in corso)

## Doppiatrici italiane
Nelle versioni in italiano delle opere in cui ha recitato, Antonia Gentry è stata doppiata da:
- Vittoria Bartolomei in Ginny & Georgia, Time Cut